# レーベルゲート
株式会社レーベルゲート（英: Label Gate Co., Ltd.）は、日本の企業。ソニー・ミュージックエンタテインメントが中核となり、音楽業界各社出資の下設立された。

## 概要
音楽のネット配信の地ならしとして、また、昨今増加傾向にあった、ファイル共有ソフトなどによる著作権侵害を防止しまたは抑止し、音楽業界の売上げ低迷の一因と見なされていた違法行為による損害を減少することを目的として活動を行っていた。2021年3月までは音楽ネット配信サービスを中心に業務展開を行い、音楽配信を提供する「mora（モーラ）」を運営していた。moraからダウンロードした楽曲はソニー製のポータブル・デバイスであるネットワークウォークマンと、m4a・flac・dsf・dffに対応した様々なポータブル・デバイスにて聴くことが可能である。

## 沿革
- 2000年4月 - 著作権侵害増加を危惧し、株式会社ソニー・ミュージックエンタテインメントが中核となり音楽業界各社出資の下、株式会社レーベルゲート設立。
- 2003年1月 - コピーコントロールCD（CCCD）であるレーベルゲートCD導入。
  - 11月 - レーベルゲートCD終了。代わりにバージョンアップを図ったレーベルゲートCD2を導入。
- 2004年3月 - 音楽ネット配信サービス「Mora」のサービス開始。
  - 10月 - Windows Media Playerのオンラインストアとして「MusicDrop」のサービスを開始。
  - 11月 - レーベルゲートCD2終了。
- 2005年2月 - Yahoo! JAPANと業務提携。
  - 8月 - オリコン株式会社と業務提携。
- 2006年7月 - ソニーが運営していた音楽SNS「Playlog」をレーベルゲートに移管。
  - 9月 -「MusicDrop」が「mora win」にリニューアルし、同時に動画配信サービスを開始する。
- 2010年4月1日 - NTTドコモ向け、ソニー・エリクソン・モバイルコミュニケーションズ製スマートフォンである、Xperia発売と同時に、同端末で音楽ダウンロード用のアプリケーションmora touchを提供開始。
- 2012年3月29日 - 「mora win」サービス終了、アカウントは「mora」と統合。
- 2012年10月1日 - 「mora」と「mora touch」が統合、これによりウォークマン/PC/Android向け音楽配信サービスは「mora」に一本化される。
- 2021年4月1日 - ソニー・ミュージックソリューションズにより吸収合併される。